# Diables Rouges de Briançon
Die Diables Rouges de Briançon (offizieller Name: Briançon Alpes Provence Hockey Club) sind eine französische Eishockeymannschaft aus Briançon, welche 1934 gegründet wurde und seit 2019 erneut in der Ligue Magnus, der höchsten französischen Eishockeyliga, spielt. 2014 wurde das Team erstmals französischer Landesmeister. Zwischenzeitlich spielte die Mannschaft in der zweitklassigen Division 1, stieg aber 2019 wieder in die höchste Spielklasse auf.
Seine Heimspiele trägt der Club im 2.150 Zuschauer fassenden Patinoire René Froger aus.

## Geschichte
Die Diables Rouges de Briançon wurden im Jahr 1934 gegründet. Bis zur Saison 1949/50 spielten ausschließlich Franzosen für den Verein, ehe die beiden Tschechen Konya (Tor) und Vonka (Angriff) verpflichtet wurden. Während der Spielzeit 1962/63 stellte der Club zwischenzeitlich den Spielbetrieb ein, dieser wurde jedoch bereits in der folgenden Spielzeit wieder aufgenommen. Nachdem die Vize-Meisterschaft 1988 den bis dahin größten Erfolg für die Diables Rouges darstellte, wurde man anschließend bis 1992 in die viertklassige Division 3 durchgereicht. Von 1993 bis 1997 gelang dem Team mit drei Aufstiegen in vier Jahren die Rückkehr in Frankreichs Eliteliga.
Seit der Rückkehr in die Ligue Magnus 1998 stand Briançon mehrfach kurz vor einem Titelgewinn, musste sich jedoch stets dem jeweiligen Gegner im Titelkampf geschlagen geben. So wurde 2005 und 2006 gleich zweimal in Folge der Gewinn der Coupe de France verpasst. Ebenfalls in zwei aufeinanderfolgenden Jahren scheiterte der Club in der Coupe de la Ligue (2008 und 2009). Nach 20 Jahren wurden die Diables Rouges 2008 zum zweiten Mal in ihrer Geschichte Vizemeister. Nach zwei Pokalsiegen 2008 und 2009 und dem Ligapokalsieg 2012 gelang 2014 durch eine 4:3-Serie in den Playoff-Finalspielen gegen die Association des Sports de Glisse d’Angers erstmals der Gewinn der französischen Landesmeisterschaft.

## Erfolge
- Französischer Meister (1):
  - Meister: 2014
  - Finalist: 1988, 2008, 2009
- Coupe de France (2):
  - Pokalsieger: 2010, 2013
  - Finalist: 2005, 2006
- Coupe de la Ligue (1):
  - Pokalsieger: 2012
  - Finalist: 2008, 2009, 2011
- Trophée des Champions:
  - Finalist: 2009

## Bekannte ehemalige Spieler
- Mark Rycroft
- Rémi Royer
- François Groleau
- Philippe DeRouville
- Michel Galarneau
- Jean-Marc Gaulin
- Antonin Manavian
- Corrado Micalef
- Johan Larsson